# Glenwood, Alabama
Glenwood är en ort i Crenshaw County i delstaten Alabama, USA.